# 亚氏腔蚓
亚氏腔蚓（学名：Metaphire yamadai）也作亚氏远盲蚓（Amynthas yamadai），巨蚓科腔蚓属的一种，分布于日本及中国南方等地区。种小名源自日本鸟取高等农业学校校长山田玄太郎的姓氏，是他将本种鸟取和岡山的标本送给了东北帝国大学（今东北大学）理学部教授、本种最初发表描述的畑井新喜司。
中国学者陈义曾将栉盲环毛蚓（Pheretima pectinifera）视为本种的同物异名。